# Двойной булинь
Двойной булинь (от англ. Double Bowline) — морской надёжный крепёжный временный узел. Является одной из многочисленных разновидностей классического булиня. Предназначен для завязывания скользким материалом. Основан на двойном бекетовом узле (либо брам-шкотовом). Используют в случае, если классический булинь развязывается. Двойной булинь предназначен повысить надёжность классического булиня и снизить вероятность развязывания узла. Двойной булинь — прочнее на 70—75% и надёжнее, чем классический булинь.

## Способ завязывания
Существуют несколько способов завязывания:
- Последовательный способ — начальный способ завязывания (на столе):

A — сделать двойную колы́шку;
B — вставить ходовой конец троса внутрь двойной колышки снизу;
C — обернуть коренной конец троса ходовым снизу и вставить ходовой внутрь двойной колышки сверху;
D — затянуть, одновременно потянув за коренной конец троса и сдвоенный ходовой с петлёй.
- Морской способ[1] — скорый (на руках):

1. Наложить ходовой конец троса на коренной, перекрестив (также возможно вокруг ладони).
2. Удерживая перекрестие, вывернуть его дважды снизу внутрь петли вверх, образовав двойную колышку, внутри которой расположен ходовой конец троса.
3. Обернуть коренной конец троса ходовым и вдеть в двойную колышку сверху так, чтобы ходовой конец оказался внутри петли.
4. Затянуть, одновременно потянув за коренной конец троса и сдвоенный ходовой с петлёй.

## Признаки
Плюсы

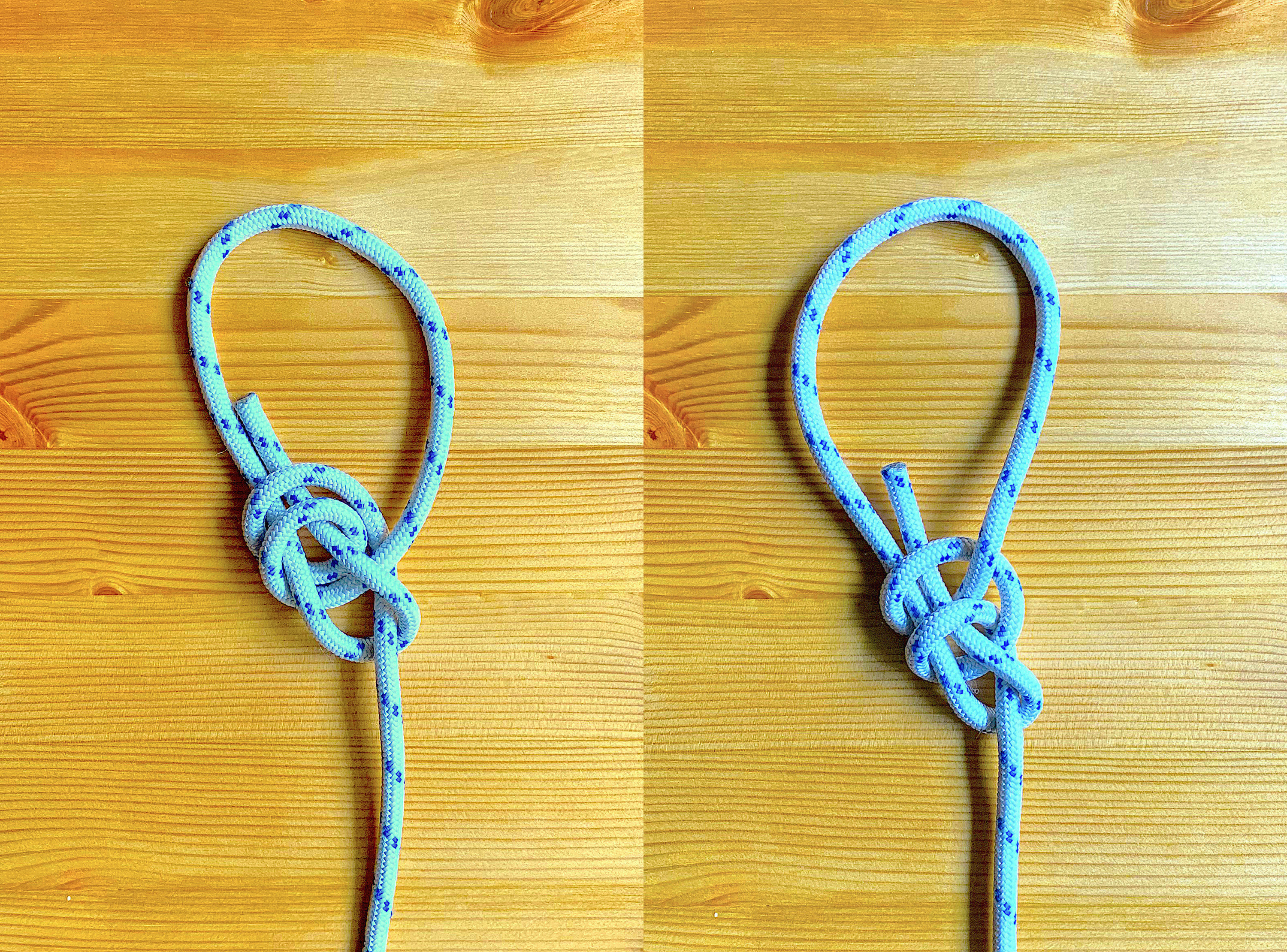
Справа — водный булинь,
слева — двойной булинь

- Предназначен для завязывания скользким материалом[1]
- Узел — надёжнее и прочнее, чем классический булинь

Минусы
- Несколько способов завязывания
- Легко ошибиться при завязывании
- Поскольку завязывают скользким материалом, требуется тщательно обтянуть все концы и затянуть
- После завязывания следует оставлять ходовой конец троса более длинным, чем у классического булиня[2]

## Применение
В морском деле
- На флоте применяли в том случае, если классический булинь развязывался

## Булини
- Беседочный узел
- Голландский булинь
- Полуторный булинь
- Водный булинь
- Двойной булинь
- Бегущий булинь
- Два встречных беседочных узла[фр.]
- Двойной беседочный узел
- Тройной булинь[англ.]
- Встречный булинь
- Двойной беседочный узел
- Португальский булинь
- Испанский булинь
- Казачий узел
- Калмыцкий узел
- Эскимосский булинь
- Односторонняя восьмёрка